# Hippolyte Lefebvre (théâtre)
Ne doit pas être confondu avec Hippolyte Lefebvre.
Pour les articles homonymes, voir Lefebvre.
Hippolyte Lefebvre, né le 26 février 1810 à Lyon et mort le 31 janvier 1877 à Paris 14e, est un auteur dramatique français.

## Biographie
Ses pièces ont été représentées sur les plus grandes scènes parisiennes du XIXe siècle : Théâtre des Bouffes-Parisiens, Théâtre des Folies-Dramatiques, Théâtre des Variétés, etc.

## Œuvres
- 1837 : Quarante ans d'espoir, ou les Vœux accomplis, juin 1837, comédie-vaudeville en 3 actes et 5 tableaux, à l'occasion de l'ouverture du musée, avec Claudius Robillon, Versailles, Théâtre, 10 juin.
- 1838 : Un testament de dragon, ou Une aventure de Pigault-Lebrun, vaudeville anecdotique en un acte.
- 1838 : L'Idée de Toinette, vaudeville en 1 acte, avec Saint-Amand, Théâtre de la Porte Saint-Antoine, 12 octobre.
- 1838 : Le Réveillon dramatique, revue en 1 acte, avec Saint-Amand, Saint-Antoine, 31 décembre.
- 1839 : Trois portraits, même numéro, vaudeville en 1 acte, avec Saint-Amand, Folies-dramatiques, 3 octobre.
- 1839 : La Folle de Toulon, drame en 3 actes, avec Saint-Amand et Henry Alix, Porte Saint-Antoine, 23 octobre.
- 1840 : Une jeune veuve, comédie-vaudeville en 1 acte, avec Saint-Amand, Paris, Folies-dramatiques, 20 octobre.
- 1841 : La Fille du tapissier.
- 1844 : Un duel à Valence, opéra-comique en 1 acte, avec Robert Brard, musique de Nicolas Louis, Lyon, Grand-Théâtre, 24 décembre.
- 1844 : De La Pérouse et Dumont d'Urville, ode élégiaque lue au banquet des anciens et nouveaux élèves de Juilly.
- 1844 : Les Débardeurs, ou l'Atelier, le Bal et l'Étude, tableau de carnaval en 3 actes, d'après Paul Gavarni, avec Saint-Amand, ¨Paris, 25 février 1844 ; Lyon, Célestins, 17 janvier 1845.
- 1845 : Bloqué, ou la Chasse aux hommes, avec Saint-Amand, monologue représenté, pour la première fois, à Lyon, sur le Théâtre des Célestins, le 1er avril 1845.
- 1847 : La Vapeur d'éther ou Sans douleur !, vaudeville en 1 acte, avec Alexis Decomberousse.
- 1850 : Montansier père et fils, à propos-vaudeville d'inauguration en 2 tableaux, avec Ernest Jaime, Versailles, 31 août.
- 1851 : Un fameux numéro !, vaudeville en 1 acte, avec Paul Faulquemont et Émile Colliot, Théâtre des Variétés, 17 août.
- 1851 : Le Vendéen, opéra-comique en 1 acte, musique de Nicolas Louis.
- 1853 : La Danse des tables.
- 1853 : Venise la belle, opéra-comique en un acte, livret de Jacques Lambert et André Simiot, théâtre des Célestins de Lyon, 29 janvier.
- 1853 : Ce qu'on dit et ce qu'on pense, comédie-vaudeville en 1 acte, avec Willmin, Lyon, Théâtre des Célestins, 17 décembre.
- 1854 : Une majesté de sept ans, comédie-vaudeville en 1 acte.
- 1854 : Le Matelassier, banquet du 31 juillet.
- 1854 : Tobie et l'Ange, musique de Charles Gounod, Lyon, Grand-Théâtre, 25 mars.
- 1860 : Un jeune homme en location, comédie-vaudeville en 1 acte, avec A. Dubruel, Palais-Royal, 30 août.
- 1861 : Un mari aux champignons.
- 1861 : L'Amour du trapèze, vaudeville en un acte.
- 1861 : Chez Bonvalet, folie-vaudeville en un acte, avec Jules Pélissié.
- 1862 : Danaé et sa bonne, opérette en 1 acte, musique de Sylvain Mangeant, Théâtre du Palais-Royal, 2 juillet.
- 1862 : L'Amour du trapèze, étude gymnastique en une seule séance.
- 1863 : Diane de Solange, grand opéra en 5 actes, musique de Ernest II de Saxe-Cobourg et Gotha.
- 1863 : Une grande dame de la halle, vaudeville en 1 acte, avec Julien Deschamps, musique de Eugène Déjazet, Théâtre Déjazet, 2 février.
- 1863 : La Gageure d'Ali-Boron, opéra-comique en 1 acte, avec Jacques Lambert et André Simiot, théâtre des Délassements-Comiques, 7 juin.
- 1865 : Une vengeance de Pierrot, bouffonnerie moitié prose et moitié vers, avec Jacques Lambert, musique de Théodore Blangini, Théâtre des Bouffes-Parisiens, 17 mars.
- 1865 : Les Blanchisseuses de fin, pièce en 5 actes mêlée de couplets, avec Dunan Mousseux, Théâtre des Folies-Dramatiques, 14 septembre.
- 1865 : Les Ondines au champagne, avec Jules Pélissié et Merle, musique de Charles Lecocq, Folies-Marigny.
- 1867 : Les Légendes de Gavarni, pièce en 3 actes, musique de Frédéric Barbier, Fantaisies-parisiennes, 29 janvier.
- 1867 : Gervaise, ou Qui a bu boira, opéra-comique en 1 acte, avec Alexis Bouvier, Théâtre international, 12 juin.
- 1869 : Deux portières pour un cordon, pochade en un acte.
- 1872 : Lucrèce.
- 1872 : Trois portraits, même numéro, vaudeville en un acte.